# Catillopecten murrayi
Catillopecten murrayi is een tweekleppigensoort uit de familie van de Propeamussiidae. De wetenschappelijke naam van de soort is voor het eerst geldig gepubliceerd in 1885 door E. A. Smith.